# Centre d'éducation Same
Pour les articles homonymes, voir Sog et SAKK.
Le centre d'éducation Same (finnois : Saamelaisalueen koulutuskeskus (SAKK) ,  same du Nord : Sámi oahpahusguovddáš (SOG)) est une école secondaire gérée par l'Agence nationale de l'éducation en Finlande. 

## Présentation
L'institution est créée en vertu de sa propre loi (L545/93 et A649/93),. 
Sa mission est de répondre aux besoins éducatifs de la région same et de promouvoir la langue et la culture same. 
Les langues officielles d'enseignement sont le same et le finnois.
L'école est domiciliée à Inari, mais possède également des locaux à Ivalo, Kaamanen et Hetta .